# 福島護
福島 護（ふくしま まもる）は、日本の郷土史家。第二次世界大戦中に疎開した地方の郷土史を研究し、『茨城県郷土史 - 三那珂沿革史』を著した。

## 経歴
東京都台東区谷中出身。新聞社に校正係として勤務した後、第二次世界大戦中に茨城県岩瀬町に疎開し、新聞店経営とローカル紙発行に携わりながら郷土史を研究した。戦後もその地に留まり、戦後の生活難の中、妻の静子や家族の全面的な支えもあって家業と両立させながら研究を続けた。そして、静子の長姉である初子の夫の富谷五鉄（東京新聞社勤務）も精神的に励ましつづけた。地方での精神的にも経済的にも困難な生活の中でも多くの文人と交友があり、その中には童画家の武井武雄や若林一男などがいた。
学校教育は基礎的なものしか受けていないため、研究は独学であった。その方法としては文献・古文書の解読、古老からの聞き取り、現地の神社・仏閣・旧家・遺跡の調査などのフィールドワークなどによった。文章については、台東区出身のことにより久保田万太郎に手紙によって添削をうける機会を得ていた。研究の成果は『茨城県郷土史 - 三那珂沿革史』にまとめられたが、刊行直前に昭和の大合併による市町村名の変更などによって中断を余儀なくされるなどの挫折を乗り越え、1955年（昭和30年）3月に刊行した。
長年の研究成果をまとめた著書を残し、57歳で病亡した。

### 『茨城県郷土史 - 三那珂沿革史』
この著書は、福島が独力で編集したものであるため、一部分類に煩雑さがあるなど読みにくい面もあるが、歴史の幅広い探求に努めている。刊行にあたっては、坂戸智海（大正大学教授）、黒田坦海（県仏教連合会会長）のほか、市井の有志や一般市民が賛助会員となり、後藤武男（いはらき新聞社社長）や西村信吉（東京日日新聞社社長）、南畝義生（朝日新聞社社長）、友末洋治（茨城県知事）も名を連ねている。題字は徳川宗敬。
2005年（平成17年）に『郷土史-三那珂沿革史』が、遺族によって復刻されている。2007年（平成19年）、一部を抜粋・編集した小冊子が財団法人いばらき文化振興財団助成事業として刊行されている。

## 著書
- 『茨城県郷土史-三那珂沿革史』　1955年
- 『郷土史　復刻版-三那珂沿革史』　2005年
- 『桜川昔ばなし抄-三那珂沿革史　福島護著より』　2007年